# دست‌های آلوده (نمایش تلویزیونی ۱۳۷۵)
دست‌های آلوده نام یک مجموعهٔ نمایشی تلویزیونی (تله‌تئاتر) به کارگردانی «حسین فرخی» است که در سال ۱۳۷۵ تولید و از شبکه ۴ پخش گردید.

## خلاصه داستان
این تئاتر تلویزیونی، بر اساس نمایشنامهٔ «دست‌های آلوده»، اثر ژان-پل سارتر ساخته و برای اجرای تلویزیونی تنظیم شده بود. پس از جنگ جهانی دوم یک گروه پارتیزانی تصمیم دارند که با کشورهای متخاصم مقابله کنند و از طرفی سیاست‌های درون گروهی‌شان باعث می‌شود که یک بخشی از گروه تصمیم به ترور رهبر سازمان شان بگیرند و جوانی به نام هوگو را برای این ماموریت انتخاب می‌کنند، هوگو در مواجهه با رهبر گروه دچار تغییراتی می‌شود.

## بازیگران
- آتیلا پسیانی
- بهرام ابراهیمی
- رضا خرم
- محمود احمدی
- حسین رجایی دوست
- افسانه ماهیان
- شراره یوسف‌نیا[۲]